# رابط طیف‌سنجی تصویربرداری منطقه
رابط طیف‌سنجی تصویربرداری منطقه یا آیریس (انگلیسی: Interface Region Imaging Spectrograph) یا (IRIS), که «اکسپلورر ۹۴» و «SMEX-12» نیز نامیده می‌شود، یک ماهواره رصدی خورشیدی ناسا است. این مأموریت از طریق برنامه کاوشگر کوچک برای بررسی شرایط فیزیکی اندام خورشیدی، به ویژه ناحیه واسط تشکیل شده از فام‌سپهر (کروموسفر) و منطقه انتقال، تأمین شد. این فضاپیما که از یک اتوبوس ماهواره‌ای و طیف‌سنج ساخته شده توسط آزمایشگاه خورشیدی و اخترفیزیک لاکهید مارتین (LMSAL) و یک تلسکوپ ارائه شده توسط رصدخانه اخترفیزیک اسمیتسونین (SAO) تشکیل شده است. آیریس توسط LMSAL و مرکز تحقیقات ایمز ناسا اداره می‌شود.
ابزار این ماهواره یک «طیف‌سنج تصویربردار» فرابنفش با نرخ فریم بالا است که یک تصویر در ثانیه با وضوح زاویه‌ای ۰٫۳ ثانیه قوسی و وضوح طیفی زیر انگستروم ارائه می‌کند.
ناسا در ۱۹ ژوئن ۲۰۰۹ اعلام کرد که آیریس از میان شش کاندید مأموریت کاوشگر کوچک برای مطالعه بیشتر، همراه با رصدخانه فضایی جاذبه و مغناطیس شدید (GEMS) انتخاب شد.